# Chínipas (kommun i Mexiko)
Chínipas är en kommun i Mexiko.   Den ligger i delstaten Chihuahua, i den nordvästra delen av landet, 1 300 km nordväst om huvudstaden Mexico City. Antalet invånare är 8 441. Arean är 2 279 kvadratkilometer.
Terrängen i Chínipas är huvudsakligen bergig, men den allra närmaste omgivningen är kuperad.
Följande samhällen finns i Chínipas:
- Chinipas de Almada
- Palmarejo
- Las Chinacas
- Los Llanitos
- El Limón
- Guasachi